# Rosario Parmegiani
Rosario Parmegiani (Napels, 12 maart 1937 - Genua, 13 juni 2019) was een Italiaans waterpolospeler.
Rosario Parmegiani nam als waterpoloër driemaal deel aan de Olympische Spelen; in 1956, 1960 en 1964. In 1956 maakte hij deel uit van het Italiaanse team dat als vierde eindigde. Hij speelde geen wedstrijden. In 1960 veroverde Italië het goud. Parmegiani speelde zes wedstrijden en scoorde zeven goals. In 1964 eindigde Italië wederom als vierde. Hij speelde alle zes de wedstrijden.
Cosimo Antonelli · 
Alfonso Buonocore · 
Enzo Cavazzoni · 
Maurizio D'Achille · 
Giuseppe D'Altrui · 
Frederico Dennerlein · 
Luigi Mannelli · 
Angelo Marciani · 
Paolo Pucci · 
Cesare Rubini · 
Rosario Parmegiani (R)
Amedeo Ambron · 
Danio Bardi · 
Giuseppe D'Altrui · 
Salvatore Gionta · 
Giancarlo Guerrini · 
Franco Lavoratori · 
Gianni Lonzi · 
Luigi Mannelli · 
Eraldo Pizzo · 
Rosario Parmegiani · 
Dante Rossi · 
Brunello Spinelli
Danio Bardi · 
Mario Cevasco · 
Giuseppe D'Altrui · 
Federico Dennerlein · 
Giancarlo Guerrini · 
Franco Lavoratori · 
Gianni Lonzi · 
Eugenio Merello · 
Rosario Parmegiani · 
Eraldo Pizzo · 
Dante Rossi · 
Alberto Spinola